# Gouvernement George Kalsakau
 Leymang
Le gouvernement George Kalsakau est le premier gouvernement responsable de l'histoire des Nouvelles-Hébrides, actuel Vanuatu. Il est en fonction de décembre 1977 à décembre 1978.

## Historique

### Formation
Les Nouvelles-Hébrides sont un condominium franco-britannique. En juillet 1977, le Royaume-Uni et la France annoncent qu'à la suite des élections législatives de 1977, la colonie bénéficiera de l'autonomie sur le plan de la politique intérieure, avant une pleine indépendance en 1980. Ces élections doivent donc, pour la première fois, produire un gouvernement responsable, qui mènera le pays à l'indépendance.
Le Vanua'aku Pati, indépendantiste et représentant principalement les autochtones anglophones, boycotte le scrutin. Les autres partis, principalement francophones, régionalistes et anti-indépendantistes, s'accordent pour présenter un seul candidat par circonscription, se répartissant ainsi les sièges à l'Assemblée représentative. Les députés élisent George Kalsakau au poste de ministre-en-chef, créé à l'issue de ces élections. Les députés se constituent formellement en une majorité parlementaire (vingt-et-un sièges) et une opposition parlementaire (dix-sept sièges), mais de fait, des représentants de tous les courants sont inclus au gouvernement,. George Kalsakau propose trois portefeuilles ministériels au Vanua'aku Pati également, mais essuie un refus.

### Succession
George Kalsakau poursuit les négotiations avec le Vanua'aku Pati en vue d'un gouvernement d'union nationale pouvant mener le pays à l'indépendance. Celles-ci aboutissent en décembre 1978, date à laquelle le ministre-en-chef cède son poste à Gérard Leymang ; c'est le gouvernement Leymang.

## Composition
George Kalsakau nomme le gouvernement suivant, :
| Fonction                                                  | Titulaire | Titulaire         | Parti                       |
| --------------------------------------------------------- | --------- | ----------------- | --------------------------- |
| Ministre en chef                                          |           | George Kalsakau   | Natatok Éfaté               |
| Ministre des Finances                                     |           | Guy Prévot        | Union tan                   |
| Ministre de l'Intérieur                                   |           | Vincent Boulekone | Union tan                   |
| Ministre des Ressources naturelles                        |           | Albert Ravutia    | Fédération des Indépendants |
| Ministre des Affaires sociales, de la Santé et du Travail |           | Gérard Leymang    | Union tan                   |
| Ministre du Commerce, de l'Industrie et du Tourisme       |           | Aimé Maleré       | MANH                        |
| Ministre des Transports et des Communications             |           | Luke Dini         | sans étiquette              |